# ブラック・ポイント
ブラック・ポイント（英語: Black Point）はバハマの県である。県都はブラック・ポイント。

## 隣接行政区画
- エグズーマ・アンド・キーズ